# 铁血网
铁血网為中國網路空間中國族主義發展的重要網站，同時亦是該國著名軍事商業網站、军事爱好者网站，于2001年由清华大学大一学生蒋磊创办。創辦人蒋磊於2012年接受人物週刊專訪時指出，俾斯麥受到中國軍事迷很大程度的歡迎，铁血兩字容易使人聯想到俾斯麥的铁血演說，該演說強調普魯士需集中力量，用鐵與血來解決重大問題。
铁血网是部分變成商業網站的中國軍迷網站之一，該網站於2001年成立，蒋磊當時17歲。2012年與2013年蒋磊兩次獲得福布斯中國「中国30岁以下创业者30名榜」列名，2014年5月北京某地方媒體的訪問描述蒋磊為以“凝聚中国心，复兴中华魂”為己任的中共黨員。《人民日报》旗下人民网收购了铁血网1成股份，其有权推荐一名董事并审查铁血网的内容。

## 沿革
- 2001年，铁血网前身“虚拟军事”成立[8]。
- 2001年9月，“虚拟军事”更名为“铁血军事网” 。
- 2002年，铁血社区成立。
- 2004年，成立铁血科技公司[2]。
- 2015年11月，铁血科技挂牌新三板[9]。
- 2021年12月20日，铁血社区宣布於當天起用户無法发帖、回帖，2022年3月1日起永久关闭[9]。

## 旗下产品
- 铁血社区亦称铁血论坛，铁血网的重要组成部分。[10][11]
- 铁血军事亦称铁血军事频道，铁血网独立频道之一。[10]
- 铁血读书亦称铁血军事文学和铁血军事小说，铁血网第一个独立频道。[10][11]
- 铁血君品行，军事社区铁血网的直营店。[10][11]
- 铁血游戏，属铁血科技有限责任公司游戏事业部。[10]
- 龙牙战术装备品牌，铁血的服装品牌。[11]
- 铁血老兵公益基金，致力于为中国老兵提供精神、物质关怀，践行企业社会责任。[11]

## 評價
正面评价
该网站成为吸引大量的中国大陆的军迷爱好者通过该网站的铁血论坛宣传铁血爱国思想，抒发爱国情怀的阵地。
負面評價
该网站有一些比较极端的民族主义者，由于历史原因极端仇恨台灣、日本、美国等地区和国家。

## 外部連結
- 官方网站（简体中文）
  - 铁血社区（简体中文）
  - 铁血军事（简体中文）
  - 铁血读书（简体中文）
  - 铁血君品行（简体中文）
  - 铁血游戏（简体中文）[]
  - 龙牙战术装备品牌（简体中文）
  - 铁血老兵公益基金（简体中文）
- 铁血军事网的新浪微博（简体中文）
- 创始人蒋磊的新浪微博（简体中文）